# Egészségipar

## Fogalma
„Az egészségipar gyűjtőfogalom. Ide tartozik minden - közvetve vagy közvetlenül - az egészség megőrzésére, helyreállítására, az állapot stabilizálására, az egészség által meghatározott életminőség javítására irányuló szolgáltatás, termék-előállítás, illetve az ezek kifejlesztését, alkalmazását elősegítő szervezési, oktatási-kutatási és kommunikációs tevékenység.”

## Magyar Egészségipari Gyártók Szövetsége
Az orvostechnikai ipar területén működő hat legnagyobb, 100%-ban magyar tulajdonú vállalkozás 2018-ban megalapította a Magyar Egészségipari Gyártók Szövetségét. 